# 743 Eugenisis
743 Eugenisis
743 Eugenisis là một tiểu hành tinh ở vành đai chính. Nó được Franz Kaiser phát hiện ngày 25.2.1913 ở Heidelberg, và được đặt tên là Eugenisis, tiếng Hy Lạp nghĩa là sự "sáng tạo tốt đẹp" (đặt tên vậy nhân dịp sinh con gái của Franz Kaiser)